# シュザンヌ・シフマン
シュザンヌ・シフマン（Suzanne Schiffman、旧姓 - Klochendler、1929年9月27日 - 2001年6月6日）は、フランスの映画監督、脚本家、助監督。撮影監督のギヨーム・シフマンは息子。

## 来歴
シフマンはそれほど知名度のある人物ではないが、ヌーヴェルヴァーグの映画史の要であり、フランソワ・トリュフォーとの関連で語られることが多い。ユダヤ系であったため、若き日に見世物を観に行くためスカーフに黄色い星を隠して出かけなければならなかったことがあり、40年後にこのエピソードをトリュフォーの映画『終電車』の脚本で披露したことが有名である。

## 来歴・人物
1929年9月27日、フランスのパリに生まれる。
1949年以降、パリのシネフィルたちと小さなグループを作り、頻繁にシネクラブやとりわけシネマテーク・フランセーズに通い、何百本もの映画の上映会に参加した。彼女はそこで3歳下のトリュフォーと出逢い、すぐに映画についての趣味を共有するようになった。アメリカとメキシコでの滞在を経て、スクリプター、助監督、脚本家、そしてときどき看護婦や心理学者の代わりを務めるといった、演出の周辺の仕事をほぼ全てこなしていた。トリュフォーの死後、経歴の最後に自分自身で演出をもつとめた。
1958年に、ジャック・リヴェット監督の『パリはわれらのもの』で映画界での仕事を開始し、つづいて翌年、トリュフォーとの『ピアニストを撃て』の準備をし、そして1960年、ジャン＝リュック・ゴダールとともに『女は女である』の撮影を行った。
シフマンは1960年 - 1963年の間に4作でゴダールと共同作業をした。『軽蔑』、『気狂いピエロ』、『ウイークエンド』、『小さな兵隊』である。1981年 - 1985年の間にはリヴェットと7作、つまり『北の橋』、『メリーゴーラウンド』、『地に堕ちた愛』、『嵐が丘』に参加した。パスカル・トマとも同様に『Pleure pas la bouche pleine』で、ジェラール・ブラッシュとは傑作『草の上の舟 Le Bateau sur l'herbe』で仕事をしている。
フランソワ・トリュフォーとの仕事は特筆すべきものであった。彼女はアントワーヌ・ドワネル最後の冒険である『逃げ去る恋』の共同脚本家であり、自身が大きな役割を果たした1983年のトリュフォーの遺作『日曜日が待ち遠しい!』まで、20作以上の映画に参加した。
『ピアニストを撃て』（1960年）にスクリプターとして参加し、『野生の少年』（1970年）から助監督として働いた。次から次へと作品を追うごとに演出家と協働関係を育み、類い希な相性で助け合いつつトリュフォーを補佐した。トリュフォーが全般的に共同脚本家としてシフマンを信頼することに決めたのは『アメリカの夜』（1974年）のときであった。シフマンは原案の時点から仕上げのミキシングまで、映画の進展のすべての段階に関わった。トリュフォーは『アメリカの夜』において、スクリプターのジョエル（ナタリー・バイの演じる役名）のキャラクターを通してシフマンに敬意を返した。ジョエルもシフマンも、意思が強く、自らの職業を愛していた。
シフマンは、1981年、『終電車』でセザール賞最優秀シナリオ賞（César du meilleur scénario）を受賞する。スカーフと黄色の星のディテールのほかにも、彼女は自分自身が占領下で生きたエピソードを披露していた。同作のなかでのロゼットの父親のように、ユダヤ系ポーランド人である彼女の父も屋根裏に隠れて住んでいた。主人公リュカが地下室に住んでいた経験もこうしたエピソードを生かしたものである。
1986年、シフマンは演出に携わるようになり、コレーズ県の小さな村に位置する野心的な中世の寓話『Le Moine et la sorcière』を撮った。1989年と1992年には、トリュフォーの分身的な俳優ジャン＝ピエール・レオーが出演する『Femme de papier』を演出した。『Le Jour et la nuit』では厳格さとセンスを見せた。
2001年6月6日、パリで死去。71歳没。夫の画家フィリップ・シフマン（2000年没）との間に2人の息子ギヨームとマチューがいる。それぞれ撮影監督であり助監督である。

## フィルモグラフィー
重複は避けた。

### 監督
- アウトワン Out 1, noli me tangere　1971年　共同監督・共同脚本ジャック・リヴェット
- Le Moine et la sorcière　1987年　監督・脚本
- Femme de papier　テレビ映画 1989年　監督・脚本
- Le Jour et la nuit　1992年　監督

### 脚本
- 草の上の舟 Le Bateau sur l'herbe　1971年　監督ジェラール・ブラッシュ
- アウトワン・スペクトル Out 1: Spectre　1972年　監督ジャック・リヴェット
- アメリカの夜 La Nuit américaine　1973年　脚本・助監督　監督フランソワ・トリュフォー
- Pleure pas la bouche pleine 1973年　脚本・助監督　監督パスカル・トマ
- アデルの恋の物語 L'Histoire d'Adèle H.　1975年　脚本・助監督　監督フランソワ・トリュフォー
- トリュフォーの思春期 L'Argent de poche　1976年　脚本・助監督　監督フランソワ・トリュフォー
- 恋愛日記 L'Homme qui aimait les femmes　1977年　脚本・助監督　監督フランソワ・トリュフォー
- 逃げ去る恋 L'Amour en fuite　1979年　脚本・助監督　監督フランソワ・トリュフォー
- 終電車 Le Dernier métro　1980年　脚本・助監督　監督フランソワ・トリュフォー
- 隣の女 La Femme d'à côté　1981年　脚本・助監督　監督フランソワ・トリュフォー
- 北の橋 Le Pont du Nord　1981年　脚本・助監督　監督ジャック・リヴェット
- メリーゴーラウンド Merry-Go-Round 1981年　監督ジャック・リヴェット
- 日曜日が待ち遠しい! Vivement dimanche! 1983年　監督フランソワ・トリュフォー
- グッバイ、デイビッド The Man Who Loved Women 1983年　原案　監督ブレイク・エドワーズ
- 地に堕ちた愛 L'Amour par terre　1984年　脚本・助監督　監督ジャック・リヴェット
- Rouge-gorge（こまどり） 1985年　監督ピエール・ズッカ
- Flügel und Fesseln（L'Avenir d'Émilie、エミリーの未来） 1985年　監督ヘルマ・サンダース＝ブラームス
- 嵐が丘 Hurlevent 1985年　脚本・助監督　監督ジャック・リヴェット
- Corps perdus（失われた身体） 1990年　監督・脚本エドゥアルド・デ・グレゴリオ
- Tangos volés（盗まれたタンゴ） 2002年　監督・脚本エドゥアルド・デ・グレゴリオ
- Bolondok éneke（Fool's Song、痴れ者の歌） 2003年　監督・脚本ベレツキー・チャバ（チャバ・ベレツキー）
- The Ikaros' Dream（イカロスの夢） 2005年　監督・脚本コスタ・ナツィス

### 助監督
- 華氏451 Fahrenheit 451　1966年　監督助手　監督フランソワ・トリュフォー
- 野生の少年 L'Enfant sauvage　1970年　監督フランソワ・トリュフォー
- 家庭 Domicile conjugal　1970年　監督フランソワ・トリュフォー
- 恋のエチュード Les Deux anglaises et le continent　1971年　監督フランソワ・トリュフォー
- 私のように美しい娘 Une belle fille comme moi　1972年　監督フランソワ・トリュフォー
- 緑色の部屋 La Chambre verte　1978年　監督フランソワ・トリュフォー

### スクリプター
- パリはわれらのもの Paris nous appartient　1960年　ダイアローグ・コーチ　監督ジャック・リヴェット
- ピアニストを撃て Tirez sur le pianiste　1961年　スクリプト・ガール　監督フランソワ・トリュフォー
- ローラ Lola　1961年　スクリプト・ガール　監督ジャック・ドゥミ
- 女は女である Une femme est une femme　1961年　スクリプト・ガール　監督ジャン＝リュック・ゴダール
- 突然炎のごとく Jules et Jim　1962年　スクリプト・スーパーヴァイザ　監督フランソワ・トリュフォー
- 女と男のいる舗道 Vivre sa vie: Film en douze tableaux　1962年　スクリプト・ガール　監督ジャン＝リュック・ゴダール
- 小さな兵隊 Le Petit soldat　1963年　スクリプト・ガール　監督ジャン＝リュック・ゴダール
- 軽蔑 Le Mépris　1963年　スクリプト・ガール　監督ジャン＝リュック・ゴダール
- 柔らかい肌 La Peau douce　1964年　スクリプト・ガール　監督フランソワ・トリュフォー
- はなればなれに Bande à part　1964年　スクリプト・スーパーヴァイザ　監督ジャン＝リュック・ゴダール
- 恋人のいる時間 Une femme mariée: Suite de fragments d'un film tourné en 1964　1964年　スクリプト・スーパーヴァイザ　監督ジャン＝リュック・ゴダール
- 青い恋人たちの詩 Les Gauloises bleues　1968年　スクリプト・スーパーヴァイザ　監督ミシェル・クルノー
- 夜霧の恋人たち Baisers volés　1968年　スクリプト・ガール　監督フランソワ・トリュフォー
- 暗くなるまでこの恋を La Sirène du Mississipi　1969年　スクリプト・スーパーヴァイザ　監督フランソワ・トリュフォー
- スペクタクルの社会 La Société du spectacle　1973年　ドキュメンタリスト　監督ギー・ドゥボール

## 脚註
1. ↑  仏語版WikipediaにおいてNezumiがベースをつくった記事は「源出典 : http://nezumi.dumousseau.free.fr/schiffman.htm 」と明記されている。本記事はその全訳がベースになっている。